# Macrotarsomys
A Macrotarsomys az emlősök (Mammalia) osztályának a rágcsálók (Rodentia) rendjébe, ezen belül a madagaszkáriegér-félék (Nesomyidae) családjába tartozó nem.

## Rendszerezés
A nembe az alábbi 3 faj tartozik:
- nagylábú malgaspatkány (Macrotarsomys bastardi) Milne-Edwards & G. Grandidier, 1898 - típusfaj
- Macrotarsomys ingens F. Petter, 1959
- Macrotarsomys petteri Goodman & Soarimalala, 2005